# Helena Blavatsky

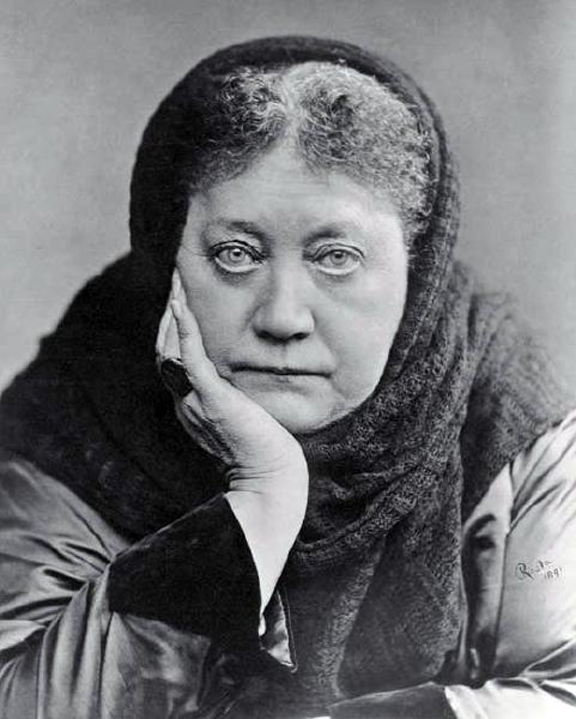
Helena Blavatsky, de Sfinx, Enrico Resta, 8 januari 1889. Er werden voor de Theosophical Society duizenden afdrukken van gemaakt.

Helena Petrovna Blavatsky (Russisch: Елена Петровна Блаватская, Jelena Petrovna Blavatskaja), geboren als Jelena Petrovna von Hahn-Rottenstern (Jekaterinoslav, 12 augustus (31 juli OS) 1831 – Londen, 8 mei 1891) was een occultist, medium en auteur van Duits-Russische aristocratische afkomst. Zij schreef honderden artikelen en een aantal boeken, waarvan Isis Ontsluierd en De Geheime Leer de bekendste zijn. Dit laatste boek werd het standaardwerk van de theosofische beweging, waarvan zij de grondlegger was. Blavatsky was tijdens haar leven de belangrijkste theoreticus van die beweging. Zij was medeoprichter van de Theosophical Society. Blavatsky beschreef theosofie als een synthese van wetenschap, religie en filosofie en stelde dat die gebaseerd was op een oude wijsheidsreligie, die de basis was van de huidige wereldreligies.
Blavatsky was al tijdens haar leven een zeer controversiële vrouw, bewonderd door de aanhangers van haar ideeën en verguisd door haar critici. Zij werd beschuldigd van onder meer bedrog in het manipuleren en in scène zetten van occulte fenomenen, plegen van massaal plagiaat en het verzinnen van een occulte broederschap die brieven verzond die zij zelf zou schrijven.
Ook de meest kritische biografen erkennen echter dat zij een belangrijke rol heeft gespeeld in de opkomende westerse belangstelling in de negentiende eeuw voor hindoeïsme, boeddhisme en filosofisch gedachtegoed uit het Oosten meer in het algemeen. Haar ideeën waren inspiratie voor latere westerse spirituele bewegingen als New Age. Ook had haar esoterie een enorme impact op het racistische denken in zowel Duitsland als Oostenrijk. Enkele decennia na haar overlijden versplinterde de theosofische beweging in meerdere stromingen. De meeste daarvan erkennen echter het werk van Blavatsky als de kern van hun opvattingen.

## Ontvankelijkheid in het culturele klimaat
Veel biografen zetten de ontvankelijkheid voor de ideeën van Blavatsky bij sommige groepen in, met name, de Amerikaanse en Britse samenleving in onder meer het kader van de nieuwe wetenschappelijke ontdekkingen van de negentiende eeuw. James Hutton en daarna Charles Lyell hadden de geologische ouderdom van de aarde honderden miljoenen jaren verder gezet. Charles Darwin en Thomas Huxley hadden nieuwe wetenschappelijke inzichten over het ontstaan van het leven geformuleerd. Er waren nieuwe inzichten op het gebied van kritische Bijbelexegese, zoals van David Friedrich Strauss.
Bij een aantal groepen in de samenleving leidde dat tot het verdwijnen van traditionele Bijbelse opvattingen, maar tegelijkertijd tot de overtuiging dat veel van de nieuwe inzichten te materialistisch van aard waren. In dat klimaat ontstond nieuwe interesse voor andere spirituele aspecten. Die uitte zich in belangstelling voor andere leraren naast Jezus, zoals Gautama Boeddha, Confucius en Manu alsmede oosterse kosmologie. Er was hernieuwde belangstelling voor stromingen als het swedenborgianisme en mesmerisme.
In zowel Groot-Brittannië als de Verenigde Staten was bij enkele groepen uit de gegoede middenklasse een sterk toenemende interesse in spiritualisme, omdat de georganiseerde seances enige gelijkenis leken te hebben met methoden van wetenschappelijk onderzoek.
In de Verenigde Staten was al vanaf de stichting van het land een sterke traditie van zichzelf besturende religieuze gemeenschappen. Christian Science en de mormonen zijn voorbeelden uit de negentiende eeuw. Die hadden ook aangetoond dat er ruimte was voor  nieuwe religieuze bewegingen met een aanzienlijke omvang. Sommige biografen menen bij die groepen in de samenleving een drang te ontdekken om in die spirituele diversiteit een uniforme sleutel te zoeken die de mysteries van het universum duidelijk zou maken. Dat zou een belangrijke voedingsbodem voor de opkomst van de theosofische beweging zijn.

## Biografie
Blavatsky werd geboren als Helena Petrovna von Hahn in Jekaterinoslav in het huidige Oekraïne. Haar vader was Pyotr Alexeyevich von Hahn, afkomstig uit een Duitse aristocratische familie. Haar moeder was Helena Andreyevna de Fadayev en afkomstig uit een van de oudste Russische adellijke families, de  Dolgorukov. De grootmoeder van de kant van haar moeder was prinses Helena Pavlovna Dolgorukov. Haar vader was beroepsmilitair en als gevolg daarvan was er sprake van frequente verhuizingen en verplaatsingen naar andere delen van het Russische rijk. In 1835 verhuisden de moeder en Helena naar Odessa waar haar grootvader Andrei Fadeyev een bestuurlijke functie had gekregen. In dat jaar werd daar ook haar zuster Vera Petrovna geboren.

### Jeugd
In 1836 kreeg Pyotr Alexeyevich von Hahn een functie in Sint-Petersburg en het gezin verhuisde naar die stad. De vader kreeg daarna opnieuw een functie in Oekraïne. De rest van het gezin bleef in Sint-Petersburg, maar werd in 1838 weer herenigd in Poltava. Haar moeder bevond zich inmiddels in slechte gezondheid en verhuisde met haar twee dochters terug naar Odessa en daarna naar Saratov, waar een zoon Leonid werd geboren. Via Polen werd teruggekeerd naar Odessa, waar haar moeder in 1842 op de leeftijd van achtentwintig jaar overleed aan tuberculose.
De drie kinderen werden verder opgevoed door de grootouders in Saratov en later in Tbilisi. Blavatsky kreeg de klassieke aristocratische opleiding in onder meer Frans, muziek- en dansles. In haar latere geschriften vermeldde zij, dat ze in deze periode veel tijd doorbracht in de bibliotheek van haar grootvader die veel boeken over esoterie bevatte. Hier zou ze ook de eerste visioenen ontvangen waarin ze een mysterieuze Indiër ontmoette, die zij later als de Mahatma Morya leerde kennen.

### Eerste huwelijk en reisprogramma

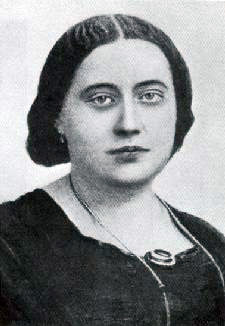
Blavatsky omstreeks 1850

Op de leeftijd van zeventien jaar huwde zij in juli 1847 met Nikifor Vladimirovich Blavatsky, een man die toen 43 jaar was en vicegouverneur van de provincie Jerevan. Het huwelijk was vanaf het begin een fiasco en zij vluchtte na enkele weken naar familie in  Tbilisi. Die zond haar naar haar vader in Odessa, maar Helena wist aan de aandacht van haar begeleiders te ontsnappen en Constantinopel te bereiken. Ze ontmoette er gravin Sofia Kiselyova (1801-1875), die ze zou vergezellen op haar reis naar Egypte, Griekenland en Oost-Europa. Na een verblijf daar vertrok zij naar Caïro en in 1851 kwam zij aan in Frankrijk. In dat jaar zou in Londen haar eerste ontmoeting plaatsvinden met Mahatma Morya, de personificatie van de mysterieuze Indiër uit haar visioenen. Er zijn ook theosofische bronnen, die deze ontmoeting in Ramsgate plaatsen. Morya drong er bij haar op aan de Theosophical Society op te richten en vertelde hoe die zou moeten functioneren. Morya vroeg haar naar Tibet te reizen voor een langdurig verblijf om zich op die taak voor te bereiden.
In haar latere geschriften is in de ruim twee decennia daarna sprake van een intensief reisprogramma. Ze zou enkele keren de wereld rond gereisd hebben en daarbij meerdere malen een aantal gebieden in Azië en Noord- en Zuid-Amerika hebben bezocht. Zij bezocht ook enkele malen Rusland om haar familie te ontmoeten. Voor het grootste deel van dit reisprogramma bestaan, buiten de periodes in Rusland, geen andere bronnen dan haar eigen beweringen in latere geschriften. Alle biografen, ook uit theosofische kring, vermelden dat er in die geschriften chronologische onmogelijkheden en tegenstrijdigheden zijn. Enkele biografen gaan ervan uit, dat zij in deze periode, behalve een kort verblijf in Egypte, Europa niet verlaten heeft.
Wel is duidelijk dat zij in 1860 weer in het huis van haar grootvader in Tbilisi aanwezig was. Zij woonde daar samen met haar echtgenoot, met wie zij zich enigszins verzoend had, alsmede met de spiritualist Nicholas Meyendorff, een baron uit Estland, en een operazanger Agardi Metrovich. Begin 1861 kreeg Blavatsky de zorg voor een kind met de naam Yuri. In publicaties uit theosofische kringen is er sprake van een geadopteerd kind. Een aantal auteurs buiten theosofische kringen komt op basis van onderzoek tot de conclusie, dat het hier een kind van Blavatsky zelf betreft, geboren uit een relatie met Metrovich. Het kind was bij de geboorte al gehandicapt. In 1866 reisde Blavatsky met Yuri en Metrovich naar Bologna voor een medische behandeling van het kind. Die reis was tevergeefs en kort daarna moet Yuri zijn overleden.
Een periode in Caïro van oktober 1871 tot april 1872 is feitelijk het enige verblijf buiten Europa van Blavatsky dat in deze periode onomstreden is. Zij reisde met Metrovich op de SS Eumonia naar Alexandrië. Op 4 juli 1871 ontplofte in de Golf van Napels het  kruitmagazijn van het schip. Metrovich kwam om, maar Blavatsky behoorde tot de slechts zeventien overlevenden. In Caïro waren enkele Europese mediums aanwezig. Blavatsky was van opvatting dat dit slechts amateurs waren, en besloot een eigen sociëteit op te richten die zich richtte op onderzoek naar spiritualistische verschijnselen. Dat werd de Société Spirite, die gebaseerd zou moeten zijn op de uitgangspunten van Allan Kardec. Zij zou bedoeld zijn als een serieuze studiegroep. Tijdens de seances werden de opgeroepen geesten ondervraagd over onderwerpen als wetenschap, geschiedenis en filosofie. Al na enkele seances werd Blavatsky door aanwezigen beschuldigd van het manipuleren van occulte fenomenen en het bezoek aan de Société nam sterk af.
Het was ook hier in Caïro, dat zij voor het eerst Emma Cutting ontmoette, die later in India als de inmiddels gehuwde Emma Coulomb verantwoordelijk zou zijn voor de beschuldigingen inzake onder meer de Mahatmabrieven. Blavatsky leefde in deze periode in armoedige omstandigheden en Cutting gaf haar enige financiële ondersteuning.
Het meest omstreden in dit reisprogramma is haar meerdere keren herhaalde bewering dat zij in deze periode enige malen in Tibet voor een duur van in totaal zeven jaar is geweest. Gedurende de perioden in Tibet bestudeerde zij onder leiding van de Mahatma's onder meer de stanza's van Dzyan, geschreven in de geheime taal Senzar. Dit werk zou de basis vormen voor haar standaardwerk in de theosofie, De Geheime Leer. Biografen buiten de theosofische beweging houden deze bewering voor onhoudbaar. Tibetologen die over dit aspect hebben gepubliceerd, achtten de kans dat zij ooit een stap op Tibetaanse bodem heeft gezet, voor zeer onwaarschijnlijk tot volstrekt uitgesloten.

### Periode in de Verenigde Staten
Vanaf 1873 bestaan er betrouwbare bronnen over haar verblijfplaatsen. In dat jaar vertrok zij in opdracht van Morya naar New York. Zij werd actief in de spiritualistische beweging, die in Noord-Amerika een grote verspreiding had en was medium bij seances. In 1874 ontmoette zij Henry Steel Olcott, een advocaat maar ook actief als journalist bij  The Daily Graphic en schrijver over spiritualisme. Blavatsky begon ook zelf artikelen over het onderwerp te schrijven. Zij was van opvatting, dat het spiritualisme zoals dat in Noord-Amerika werd beoefend wel nuttig was als tegenwicht tegen de overheersende materialistische opvattingen, maar dat dit echte occulte kennis ontbeerde. In 1875 schreef zij een aantal artikelen voor het in Boston gevestigde tijdschrift  Spiritual Scientist. In die artikelen handelde het vooral over westerse esoterie. Haar bronnen waren afkomstig uit werk van de rozenkruisers, de hermetische kabbala en auteurs als Robert Fludd, Paracelsus en Éliphas Lévi.
In die artikelen hanteerde zij voor het eerst de term theosofie, een term die onder meer al door Jakob Böhme begin zeventiende eeuw werd gebruikt. Ook haar geloof in het bestaan van occulte broederschappen, die een zeer oude universele wijsheid hadden weten te bewaren wordt in die artikelen duidelijk. In haar seances maakte Blavatsky gebruik van een door haar op te roepen geestverschijning met de naam John King, die claimde de personificatie te zijn van de geest van Henry Morgan, een boekanier uit de zeventiende eeuw. John King was een controlegeest, die tijdens seances de aanwezigheid van andere geesten organiseerde. In latere geschriften schreef Blavatsky, dat zij John King al lange tijd daarvoor kende en hij haar tijdens gevaarlijke situaties meerdere malen het leven had gered. John King bracht haar en Olcott in contact met een van deze broederschappen, de Broederschap van Luxor, die Blavatsky identificeerde als de Egyptische tak van de Universele Mystieke Broederschap. Alleen al in de zomer van 1875 ontving Olcott via occulte weg twintig brieven van Serapis Bey, de belangrijkste Meester van deze broederschap. Op zijn suggestie vormden Olcott en Blavatsky de Miracle Club om het Amerikaanse publiek te informeren over paranormale fenomenen en hun mediums. Via de Miracle Club ontmoette zij ook William Quan Judge.
In april 1875 huwde Blavatsky met de aanzienlijk jongere Michael Betaneli, een zakenman uit Georgië. Zij pleegde hiermee in feite bigamie, aangezien haar eerste huwelijk niet ontbonden was en haar echtgenoot nog in leven. De redenen voor dit huwelijk zijn van de zijde van Blavatsky volstrekt onduidelijk. In haar latere geschriften heeft zij altijd gesteld, dat zij toestemde onder de voorwaarde dat zij haar eigen naam en onafhankelijkheid kon behouden. In die geschriften stelde zij ook, dat zij het huwelijk nooit geconsummeerd heeft. Later stelde Blavatsky ook, dat zij altijd maagd was gebleven. Na enkele maanden vroeg Betaneli echtscheiding aan, die pas in 1878 werd uitgesproken. In dat jaar verkreeg Blavatsky ook de Amerikaanse nationaliteit. Zij was de eerste Russische vrouw die staatsburger van de Verenigde Staten werd.
In september 1875 werd door Blavatsky, Olcott en Judge de Theosophical Society opgericht. Olcott werd de voorzitter. Blavatsky werd de corresponderend secretaris en feitelijk bleef zij de belangrijkste publicist en leidinggevende persoon binnen de organisatie.

### Isis Ontsluierd

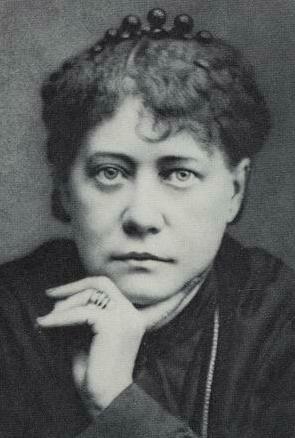
Blavatsky in 1877

Vanaf medio 1875 begon Blavatsky aan het schrijven van haar eerste boek dat in 1877 zou uitkomen. Dat werd  Isis Ontsluierd : Een sleutel tot de mysteries van oude en moderne wetenschap en religie. Het eerste deel opent met een aanval op De oorsprong der soorten van Charles Darwin en Physical Basis of Matter  van Thomas Huxley, waarbij zij het materialisme van beiden aan de kaak stelt.  Tegenover de opvattingen over evolutie van Darwin stelt zij een involutie van de mensheid vanuit een hogere en spirituele natuur.
Blavatsky stelt: Ons werk is een pleidooi voor de erkenning van de hermetische filosofie, de oude universele wijsheidsreligie als de enige sleutel tot het Absolute in wetenschap en theologie. Het eerste deel is verdeeld in secties over spiritualisme, psychische fenomenen, mesmerisme, de kabbala en verhandelingen over de grote wijsheid van oude volkeren. Het tweede deel bevat een polemiek tegen het christendom, presenteert meer esoterische vormen van christendom, waaronder gnostiek, oudere en meer moderne verondersteld geheime organisaties als de jezuïeten, de vrijmetselarij en een vergelijking tussen het christendom met het boeddhisme en het hindoeïsme, die voor het christendom zeer nadelig uitvalt.
Het centrale thema is het veronderstelde bestaan van een zeer oude wijsheidsreligie. De verschillende godsdiensten worden verondersteld ontstaan te zijn uit een universele religie, die al bekend zou zijn bij zowel Plato als de oude wijzen uit het hindoeïsme. Vanuit die opstelling komt zij tot de conclusie, dat iedere religie gebaseerd is op dezelfde waarheid of geheime leer en de alpha en omega van de universele wetenschap  bevat. Die universele religie zal enkele eeuwen later ook de religie van de toekomst zijn en leiden tot het verdwijnen van boeddhisme, hindoeïsme, christendom en islam. Hoe dan ook, de religie van de Ouden is de religie van de toekomst. Nog enkele eeuwen en in geen van de grote religies van de mensheid zal er nog enig sektarisch geloof over zijn. Brahmanisme en boeddhisme, christendom en islam zullen alle verdwijnen wanneer ze worden geconfronteerd met de machtige stroom van de feiten.
In het boek valt zij op tientallen plaatsen de opvattingen aan van Max Müller, de eerste hoogleraar godsdienstwetenschap in Oxford als Diebold Professor of Comparative Philology. Haar verdedigingslinie in het boek is voortdurend, dat de wetenschappers niet beschikken over de esoterische kennis en wijsheid waar zij als ingewijde wel over beschikt. Wij zijn niet verbaasd over de ernstige kritiek van deze geleerde wetenschapper. Hoe kunnen zij, zonder sleutel tot de werkelijke betekenis ... over religieuze denkbeelden aan de hand van het exoterische oordelen over het esoterische? Daarom zijn wij zo vrij om onze bewering te handhaven tegenover de mening van veel geleerden... Wetenschappelijke gevolgtrekking is één ding, en kennis van feiten, hoe onwetenschappelijk die ook op het eerste gezicht schijnen te zijn, is een tweede.
Max Müller sprak later over het boek in termen als een enorme hoeveelheid droefheid en misplaatste vindingrijkheid. Het zou een eindeloos karwei zijn het aantal blunders in het boek op te sommen. Hij noemde Blavatsky  een religieuze charlatan.

### In India

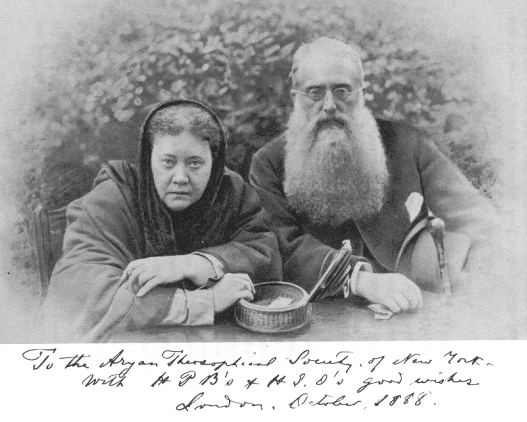
Blavatsky en Olcott in 1888

In begin 1879 reisden Blavatsky, Olcott en twee andere theosofen naar India en vestigden zich in Bombay. In oktober dat jaar kwam de eerste uitgave van het tijdschrift The Theosophist uit. Blavatsky ontmoette in december dat jaar Alfred Percy Sinnett. Hij zou later een belangrijke rol in de theosofische beweging spelen, een aantal boeken schrijven en is vooral bekend vanwege het veronderstelde feit, dat hij de meeste zogenaamde Mahatmabrieven ontving. In 1880 reisden Olcott en Blavatsky naar Ceylon waar zij pañca-sila aflegden. Dat is de belofte de Vijf Voorschriften als leidend beginsel in hun leven te hanteren. Het was een formele bevestiging, dat beiden zichzelf identificeerden als boeddhist. In 1882 werd het hoofdkwartier van de Theosofische Vereniging gevestigd in Adyar.
Het eerste jaar in Adyar bracht Blavstsky vooral door met het schrijven en redigeren van artikelen voor The Theosophist. In mei 1884 vertrok zij met Olcott voor een reis naar Europa. Enkele leden van de beweging in Adyar kregen de verantwoordelijkheid om tijdens hun afwezigheid als een Raad van Bestuur op te treden. Blavatsky bleef enkele weken in Frankrijk en daarna Groot-Brittannië. In augustus verbleef zij in Duitsland. Daar hoorde zij van de beschuldigingen van fraude en bedrog die in Adyar geuit waren.

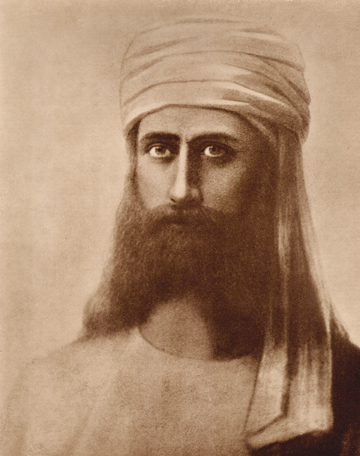
Portret van Meester Morya, door Hermann Schmiechen, 1884

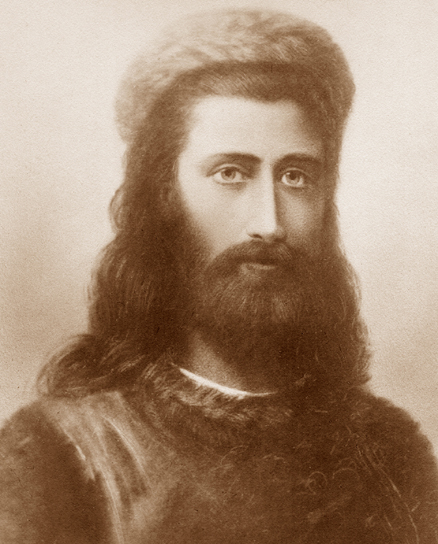
Portret van Meester Koot Hoomi, door Hermann Schmiechen, 1884

Het echtpaar Emma en Alexis Coulomb was sinds 1882 belast met huishoudelijke taken in de woning van Blavatsky in Adyar. Blavatsky had de toen nog ongehuwde Emma Cutting leren kennen in Caïro in 1871. Toen het echtpaar berooid in India aankwam gaf Blavatsky hen werk, omdat Emma haar destijds had geholpen. Het echtpaar werd tijdens het verblijf van Blavatsky in Europa door de gevormde Raad van Bestuur wegens vermeend wangedrag ontslagen. Hierna beschuldigde het echtpaar Blavatsky van het manipuleren en in scène zetten van occulte fenomenen. Blavatsky had annex aan haar woning een ruimte gebouwd, die zij The Occult Room noemde. In die ruimte was een schrijn gewijd aan de Mahatma's, waar zich frequent de Mahatmabrieven materialiseerden. Vanuit de ruimte zou Blavatsky ook andere vormen van teleportatie gemanipuleerd hebben. Daarnaast verspreidde het echtpaar een aantal van de Mahatmabrieven naar de pers met de beschuldiging dat die door Blavatsky zelf geschreven zouden zijn. 
In de zomer van 1884 werd onder haar leiding in het Londense atelier van de portrettist Hermann Schmiechen twee portretten van de Meesters Morya en Koot Hoomi geschilderd. In de herfst van 1884 verbleef Blavatsky acht weken bij consul Gustav en Mary Gebhard in Elberfeld. Schmiechen schilderde er een portret van Blavatsky. In Elberfeld werd de Theosophische Societät Germania opgericht. In oktober 1884 vertrokken Olcott en Blavatsky weer naar India en arriveerden begin december weer in Adyar. De Society for Psychical Research was inmiddels gevraagd  onderzoek te doen naar de beschuldigingen van het echtpaar Coulomb.
Blavatsky legde haar taak als corresponderend secretaris neer en vertrok  wegens redenen van gezondheid in maart 1885 weer naar Europa.

### De jaren in Europa

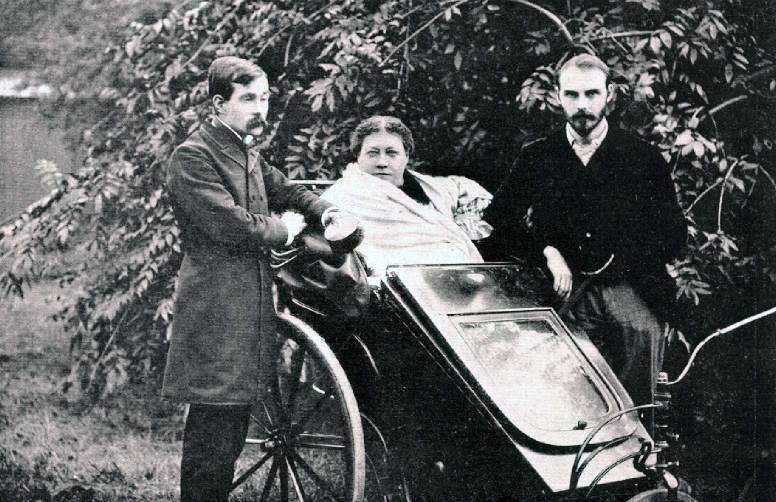
Blavatsky in 1890

#### Würzburg
Na een kort verblijf in Napels vestigde zij zich in Würzburg in de Ludwigstrasse en woonde er later samen met gravin Constance Wachtmeister, die zij in 1884 in Londen had ontmoet. Blavatsky schreef er aan De Geheime Leer. 

#### Hodgson rapport
In december 1885 werden de conclusies over de in Adyar geuite beschuldigingen gepubliceerd. Het Hodgson Rapport had drie conclusies. De eerste was dat Blavatsky de occulte fenomenen inderdaad gemanipuleerd had. De tweede was, dat de Mahatma's feitelijk niet bestonden. De derde was dat Blavatsky de Mahatmabrieven ook zelf geschreven had. De theosofische beweging raakte ernstig beschadigd door het rapport. Het zorgde ook voor een verwijdering tussen Olcott en Blavatsky.
In 1985 startte Vernon Harrison, een Brits handschriftkundige en professioneel onderzoeker van betwiste documenten, een onderzoek naar het Hodgson Rapport. Het onderzoek van Harrison handelde alleen over de kwestie of Blavatsky de Mahatamabrieven zelf geschreven zou hebben. De essentie van het rapport van Vernon Harrison was dat het Hodgson Rapport op dat onderdeel ernstige methodologische tekortkomingen had en dat die beschuldiging aan Blavatsky op basis van dat Hodgson Rapport niet inhoudelijk onderbouwd kon worden. 'Het Hodgson-rapport is (..) een hoogst partijdig document dat elk recht op wetenschappelijke onpartijdigheid verspeelt. (..) Ik kan de SPR-commissie niet zuiveren van blaam voor het publiceren van dit volslagen ondeugdelijke rapport.' Harrison zag in zijn rapport af van een finaal oordeel wie de Mahatmabrieven dan wel geschreven had. 'Ik weet niet wie de Mahatma Brieven schreef, maar ik vind het niet aannemelijk dat Mw. Blavatsky ze heeft geschreven - in ieder geval niet het overgrote deel ervan'. In het rapport vermeldde hij echter meerdere malen de mogelijkheid, dat Blavatsky de brieven geschreven zou hebben tijdens haar vele perioden dat zij in een trance verkeerde. Die these, variaties daarop maar ook meer complexe vormen van dissociatieve identiteitsstoornis worden ook door meerdere hedendaagse biografen genoemd. Het rapport van Harrison ging niet in op de andere conclusies van het Hodgson Rapport, zoals  het niet bestaan van de Mahatma’s, het volstrekt fictief zijn van personages als Morya en Koot Homi en het manipuleren en in scène zetten van occulte fenomenen. 
De SPR financierde de Engelse uitgave van A Modern Priestess of Isis (1895), dat sindsdien door critici van HPB wordt beschouwd als een van de voornaamste bronnen over haar leven. Het werd in 1893 geschreven door de Russische historische romanschrijver Vsevolod Solovjov, de broer van de filosoof Vladimir Solovjov. Solovjov was als theosoof teleurgesteld dat Blavatsky hem geen 'verschijnselen' leerde voort te brengen. In de Appendix van Solovjovs A Modern Priestess of Isis werd het artikel The Sources of Madame Blavatsky's Writings van William Emmette Coleman gepubliceerd, waarin hij Blavatsky in haar Isis Ontsluierd van plagiaat beschuldigde. Coleman, een vooraanstaand spiritist, was zowel betrokken bij de schandalen rond de 'Coulomb' als de 'Coues-Collins' zaak. 

#### Londen
In 1886 verhuisde Blavatsky naar Oostende en in 1887 voor vier maanden naar 'Maycott', het huis van de romanschrijfster Mabel Collins, in Londen. Daar stichtte zij het tijdschrift Lucifer (lichtbrenger), waarvan het eerste nummer in september uitkwam. Zij schreef in dat jaar ook de laatste hoofdstukken van De geheime leer, dat het standaardwerk in de theosofie zou worden. In 1888 werd Mabel Collins door Blavatsky uit de redactie van het tijdschrift Lucifer verwijderd en geroyeerd als lid van de Theosophical Society. De reden was dat Collins zich zou inlaten met tantrische praktijken en meerdere gelijktijdige amoureuze relaties met zowel mannen als vrouwen zou onderhouden. Beide vrouwen beschuldigden elkaar van onder meer laster en dat leidde in 1890 tot een rechtszaak, waar ook Elliott Coues, voormalig lid van de TS, bij betrokken was. Het betrof de zogeheten 'Coues-Collins affaire'.
Blavatsky was eind 1887 verhuisd naar Lansdowne Road 17, tevens de Blavatsky Loge, voor een deel omdat zij het niet eens was met de wijze waarop Alfred Percy Sinnett de daar al gevestigde Londen Loge leidde. In 1888 stichtte Blavatsky de Esoterische Sectie van de Theosofische Vereniging. Alleen ingewijden die ook bepaalde proeven succesvol hadden gehaald kregen toestemming de bijeenkomsten van de sectie bij te wonen. Blavatsky definieerde de sectie als de plaats voor de ware theosofen. Binnen de sectie werd de Innerlijke groep opgericht met zes mannelijke en zes vrouwelijke leden. De vrouwelijke leden waren: gravin Constance Wachtmeister, Isabel Cooper-Oakley, haar zus Laura Cooper, Emily Kislingbury, Annie Besant en Alice Leighton Cleather. De mannelijke leden waren: Archibald Keightley, Herbert Coryn, George Mead, Claude Wright en de heren W.R. Old en Sturdy.
In juli 1889 verbleef Blavatsky op uitnodiging van Ida Candler, Amerikaanse theosofe en vrouw van een senator van de Verenigde Staten, in Fontainebleau, waar ze het grootste gedeelte van De stem van de stilte schreef. De aforismen waren 'vertaald uit het Telugu, het oudste Zuid-Indiase dialect. Er zijn drie verhandelingen, over zeden en de beginselen daarvan van de Mongoolse en Dravidische mystici'.
In augustus 1889 verhuisde Blavatsky naar Avenue Road 19, Regent's Park in St John's Wood, waar in 1890 ook het Europese hoofdkwartier van de beweging werd gevestigd. Het betrof drie huizen, verbonden door een tuin en een deel van het gebouw was de woning van Annie Besant geweest. Daar schreef zij nog  De sleutel tot de theosofie en in 1889 kwam een al eerder geschreven werk uit, De stem van de stilte, gekozen fragmenten uit het Boek van de Gulden Voorschriften. De tekst van het laatste boek was volgens Blavatsky afkomstig uit dezelfde bron als de stanza's van Dzyan. 
Op 25 april 1891 kreeg Blavatsky griep, er heerste een griepepidemie in Londen. Om drie uur in de ochtend van de zesde mei gaf ze mw. Cooper-Oakley haar 'laatste boodschap' voor de Society: 'Isabel, Isabel, houd de schakel onverbroken; laat mijn laatste incarnatie geen mislukking zijn'. Blavatsky overleed op 8 mei 1891 in het huis van Annie Besant, in het bijzijn van Laura Cooper, C.F. Wright en W.R. Old. Haar lichaam werd op 10 mei in Woking in Engeland gecremeerd. De dag van haar overlijden wordt in de theosofische beweging jaarlijks herdacht als Witte Lotusdag.

## De Mahatma's
De "Mahatma's"  (in de Engelstalige literatuur ook de Great White Brotherhood of Masters of the Ancient Wisdom) speelden volgens Blavatsky een cruciale rol in het realiseren van haar literaire werk. Zij heeft bij herhaling gesteld dat zij in de periode tussen 1851 en 1873 meerdere malen en voor een periode van in totaal zeven jaar in Tibet is geweest.
Daar zou zij naast Morya andere Mahatma's hebben ontmoet, zoals onder meer Koot Hoomi, die een reïncarnatie van Pythagoras zou zijn. Volgens Blavatsky waren zij geen Tibetanen, maar Indiërs. Beiden hadden in Europa gereisd, spraken en schreven Engels en Koot Hoomi ook nog Frans. Blavatsky beschreef de Mahatma's als stervelingen, die echter een intellectueel en spiritueel niveau hadden dat veel hoger was dan van alle andere personen in de wereld. Zij waren leden van een broederschap die reeds dateerde van preboeddhistische tijden.
Blavatsky claimde dat de Mahatma's haar hadden geselecteerd om als intermediair op te treden tussen de in Tibet aanwezige wijsheid en de westerse wereld. Voor Blavatsky hadden Mahatma's contact gehad met onder meer Graaf van Saint-Germain (1710-1784), Robert Fludd (1574-1637) en  Giovanni Pico della Mirandola (1463-1494). De verblijfplaats van de Mahatma's was een vallei nabij het klooster Tashilhunpo in de omgeving van Shigatse, de residentie  van de panchen lama die als enige buiten de Mahatma's de exacte locatie wist. De Mahatma's zouden zich kunnen materialiseren in een tijdelijk lichaam op andere plaatsen in de wereld en daar weer in het niets opgaan. Op deze wijze werden ook ontmoetingen met andere theosofen georganiseerd. Nog tijdens het leven van Blavatsky waren er ruim 25 theosofen die claimden een ontmoeting met een van de Mahatma's te hebben gehad op plekken in bijvoorbeeld Rusland, Engeland, Verenigde Staten, India, Ceylon en een zeilboot op de Stille Oceaan.
Na de ontmoeting met Sinnett en zijn gebleken grote interesse in haar opvattingen en het werk van de Theosophical Society besloot Blavatsky een mogelijkheid te creëren waardoor Sinnett kon corresponderen met Morya en Koot Hoomi. De Mahatma's zouden diverse methoden gebruiken om een brief bij de ontvanger te krijgen. Daarvoor werden volgens Blavatsky verschillende manieren van teleportatie gebruikt. De brieven konden bij verzending ontleed worden tot minieme delen, die zich bij ontvangst weer samenvoegden. In veel gevallen vielen volgens Blavatsky de brieven ook uit het niets op het bureau van een ontvanger.
De literaire productie die aan de Mahatma's werd toegeschreven was aanzienlijk. De meeste Mahatmabrieven zouden zijn geschreven door Koot Hoomi en daarna Morya. Namen van andere Mahatma's die brieven verzonden zijn Djual Khool, Maha Chohan en Narayan. Er zijn ruim dertig theosofen die claimen een brief van een of meerdere Mahatma's te hebben ontvangen. De inhoud van de brieven varieerde van op zich triviale opmerkingen ten aanzien van het functioneren van de Theosophical Society, waarschuwingen tegen de rooms-katholieke kerk en de jezuïeten inzake hun oppositie tegen de theosofie, correcties op standpunten van sommige theosofen tot het leveren van canonieke teksten voor standaardwerken als De Geheime Leer  en Esoteric Buddhism .

## De Geheime Leer

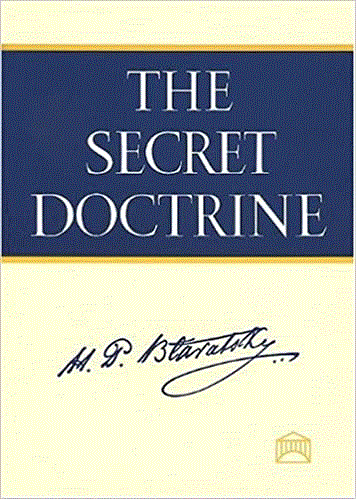
Eerste druk van de oorspronkelijke Engelse uitgave in 1888

De Geheime Leer is het belangrijkste boek van Blavatsky en het standaardwerk van de theosofische beweging. De stanza's van Dzyan, die zij tijdens haar perioden in Tibet zou hebben bestudeerd vormen de basis van het werk. In deel I zijn zeven stanza's opgenomen, die handelen over de vorming van de kosmos. In deel II zijn twaalf stanza's opgenomen met de komst en ontwikkeling van de mensheid als belangrijkste thema.
 De Geheime Leer  formuleert drie grondstellingen:
a. Een alomtegenwoordig, eeuwig, grenzeloos en onveranderlijk BEGINSEL, waarover elke speculatie onmogelijk is, omdat het het menselijke begripsvermogen te boven gaat en door menselijke uitdrukkingen of vergelijkingen alleen kan worden verkleind. Het ligt buiten het gebied en het bereik van het denken – met de woorden van Mandukya, ‘ondenkbaar en onuitsprekelijk’.
b. De eeuwigheid van het Heelal in toto als een grenzeloos gebied, periodiek ‘het toneel van talloze Heelallen die zich onophoudelijk manifesteren en weer verdwijnen’ en die ‘de zich manifesterende sterren’ en ‘de vonken van de eeuwigheid’ worden genoemd.
c. De fundamentele gelijkheid van alle zielen met de Universele Overziel, die zelf een aspect is van de Onbekende Wortel; en de verplichte pelgrimstocht voor iedere ziel – een vonk van eerstgenoemde – door de cyclus van incarnatie (of ‘noodzakelijkheid’) in overeenstemming met de cyclische en karmische wet gedurende het hele tijdperk.
Het eerste deel van het boek (Cosmogenesis) verklaart de oorsprong en evolutie van het universum. Het doet dat in termen die vooral ontleend zijn aan Hindoe-concepten van cyclische ontwikkeling. De wereld zal zeven Ronden meemaken en daarin wisselen perioden van activiteit (manvantara's) zich af met perioden van passiviteit (pralaya). Iedere manvantara duurt miljoenen jaren en bestaat uit een aantal Yuga's. De huidige is de vierde Ronde.
Het tweede deel (Anthropogenesis) verklaart de oorsprong en ontwikkeling van de mensheid door een beschrijving van de zogenaamde wortelrassen. Het eerste wortelras was astraal; het tweede had al meer een fysiek lichaam en leefde in Hyperborea. Het derde wortelras, het eerste werkelijk menselijke, zou bestaan hebben op het verloren continent van Lemurië; het vierde wortelras ontwikkelde zich in Atlantis. Het vijfde wortelras is het huidige en zijn de Ariërs. In totaal zullen er ook zeven wortelrassen verschijnen. De meerderheid van de huidige mensheid behoort in de visie van Blavatsky nog tot een subras van het vierde wortelras.

## Plagiaat
Blavatsky werd tijdens haar leven en ook daarna vele malen beschuldigd van bedrog. Dat ging niet alleen over het manipuleren en in scène zetten van occulte fenomenen, maar ook over het op omvangrijke wijze plegen van plagiaat. Het handelt daarbij niet alleen over het zonder bronverwijzing overnemen van vertalingen van anderen uit de Vedische en boeddhistische literatuur, maar ook het plagiëren van Amerikaanse en Europese auteurs uit de zeventiende, achttiende en negentiende eeuw. Na het verschijnen van De Geheime Leer namen de beschuldigingen ten aanzien van dat aspect toe.
Met name de vooraanstaande Amerikaanse spiritist William Emmette Coleman beschuldigde Blavatsky er van dat ze op grote schaal plagiaat pleegde. Blavatsky schreef in haar laatste artikel Mijn boeken, dat het 'lasterlijke materiaal dat uit Amerika komt (..) allemaal afkomstig is uit een en dezelfde bron, die aan alle theosofen goed bekend is, een persoon [Coleman] die mij persoonlijk in de laatste twaalf jaar onvermoeibaar heeft aangevallen.' Coleman was een klerk bij de afdeling van de kwartiermeester in het leger van de VS, die vernietigende aanklachten over de theosofie en HPB schreef in spiritistische tijdschriften. Daarnaast was hij lid van de American Oriental Society, de Royal Asiatic Society van Groot-Brittannië en Ierland en de Pali Text Society. Hij was ook betrokken bij de schandalen rond de 'Coulomb' en 'Coues-Collins' zaak. Coleman beschuldigde Blavatsky van het schenden van belangrijke 'literaire regels' en in Mijn boeken erkende Blavatsky er een paar niet te hebben gekend toen ze Isis Ontsluierd schreef. In haar tijd was een bibliografie in boeken ongebruikelijk en ze vermelde voornamelijk 'primaire bronnen' en geen 'secundaire bronnen'. 
Beatrice Hastings merkt op dat Blavatsky juist 'autoriteiten' citeerde om haar in haar zoektocht naar de draad van de occulte wetenschap te steunen en de lezer niet in twijfel liet dat ze verzamelde. Terwijl plagiaat het stelen van ideeën of woorden is om deze voor eigen werk te laten doorgaan. 

### Stanza's van Dzyan
Coleman beloofde bewijzen te leveren voor de bronnen van de stanza's van Dzyan, waarop volgens HPB De Geheime Leer en De Stem van de Stilte zijn gebaseerd, maar zijn beloofde boek is nooit verschenen als gevolg van een aardbeving in San Francisco waarbij zijn bibliotheek werd vernietigd. Volgens Blavatsky was het Boek van Dzyan het eerste deel van de Commentaren op de Boeken van Kiu-te. In 1975 toonde de  Nederlandse theosoof Henk Spierenburg aan dat Blavatsky de term  Boeken van Kiu-te  “overgenomen” moet hebben uit een werk uit 1730  van Francesco della Penna. Della Penna was in die periode hoofd van de missie van de kapucijnen in Tibet. Onbekend met het artikel van Spierenburg kwam enkele jaren later de Amerikaanse theosoof David Reigle tot dezelfde conclusie. Reigle stelde daarnaast dat de  Boeken van Kiu-te zoals beschreven in het werk van Della Penna geïdentificeerd dienden te worden met de  sectie tantra's uit de kangyur, het belangrijkste deel van de canon van het Tibetaans boeddhisme. Reigle acht het waarschijnlijk dat het hier zou handelen om de Kalachakratantra. Dat is een werk dat in India in de tiende eeuw ontstond en de laatste tantra die in dat land geschreven werd.  Eind elfde, begin twaalfde eeuw werd die in het Tibetaans vertaald.
Alle auteurs buiten strikt theosofische kring gaan ervan uit dat Blavatsky voor haar tekst van de stanza’s op zijn minst hevig leunde op eerder verschenen teksten. Een op het vakgebied gezaghebbende analyse is afkomstig van Gershom Scholem, tijdens zijn leven (1897-1982) hoogleraar joodse mystiek aan de Hebreeuwse Universiteit van Jeruzalem en grondlegger van de wetenschappelijke studie van de Kabbala. In zijn werk Major Trends in Jewish Mysticism (1961) merkt hij op dat een aanzienlijk deel van  de tekst van de stanza’s ontleend moet zijn aan, dan wel een bewerking is van de tekst van de Sifra di-tseniutha , een onderdeel van de Zohar.

### Henry Kiddle incident
Binnen de huidige theosofische beweging worden vormen van plagiaat niet meer geheel ontkend, maar wordt de door critici geschetste omvang betwist, dan wel voorzien van een esoterische verklaring. Het bekendste voorbeeld van het laatste staat bekend als het zogenaamde Henry Kiddle-incident.
Kiddle was een Amerikaan met enige interesse in spiritualisme, die in augustus 1880 tijdens een zomerkamp een speech had gehouden. De tekst van die speech werd integraal gepubliceerd in het tijdschrift The Banner of Light. Ongeveer een jaar later merkte Kiddle, dat hele passages van zijn speech vrijwel letterlijk overgenomen waren in een aan Alfred Percy Sinnett gerichte Mahatmabrief van Koot Hoomi, gepubliceerd in The occult world van Sinnett. Kiddle schreef enkele malen naar Sinnett met een verzoek om opheldering. Bij gebrek aan een antwoord maakte Kiddle in 1883 de kwestie bekend in een ingezonden brief aan hetzelfde tijdschrift.
Hierna reageerde Sinnett wel, met de mededeling, dat hij de kwestie zou voorleggen aan Koot Hoomi zelf. Eind 1883 reageerde Blavatsky met een volledige ontkenning van ook maar enig plagiaat. Voor de theosofische beweging van die tijd eindigde de kwestie met een nieuwe Mahatmabrief van Koot Hoomi. Daarin werd gemeld, dat hij de inhoud van de speech van Kiddle op astrale wijze had ontvangen en mentaal had opgeslagen. Enige tijd later had hij de tekst van de bewuste brief aan Sinnett gedicteerd aan een discipel die dit had opgeschreven. Koot Hoomi was er echter door vermoeidheid niet aan toegekomen die geschreven tekst nog te controleren. Ook deze kwestie leidde tot het vertrek uit de theosofische beweging van een aantal personen.

## Oeuvre
- Isis Ontsluierd, Een sleutel tot de mysteries van oude en moderne wetenschap en religie, Helena Petrovna Blavatsky (1877)
- De Geheime Leer, De synthese van Wetenschap, Religie en Filosofie, Helena Petrovna Blavatsky (1888)
- De Stem van de Stilte, Helena Petrovna Blavatsky (1889)
- De Sleutel tot de Theosofie, Helena Petrovna Blavatsky (1889)
- Van de grotten en jungles van Hindoestan, Helena Petrovna Blavatsky (postuum, 1892)
- Collected Writings, Helena Petrovna Blavatsky, Compiled by Boris de Zirkoff, Vol. I - XV